# Silene firma
Silene firma är en nejlikväxtart som beskrevs av Philipp Franz von Siebold och Zucc. 
Silene firma ingår i släktet glimmar och familjen nejlikväxter. Inga underarter finns listade i Catalogue of Life.